# Charlie Chan e i morti che parlano
Charlie Chan e i morti che parlano (Dead Men Tell) è un film del 1941 diretto da Harry Lachman sul personaggio di Charlie Chan, ispettore cinese della polizia di Honolulu, interpretato dall'attore Sidney Toler.

## Trama
Charlie Chan è ingaggiato da una ricca ereditiera per risolvere un mistero su un'antica nave. Mrs. Nodbury è infatti discendente di un pirata che ha nascosto i propri tesori sull'Isola dei Cocchi. Egli disponeva della mappa ma per sicurezza sua l'ha divisa in quattro pezzi e ne ha data una parte a ciascuno dei passeggeri che ha invitato per la ricerca del tesoro con lei, ma ha detto a ciascuno di non rivelare agli altri del fatto.

## Produzione
Il film venne girato nel 1941 al Fox Studios B-unit, 1401 N. Western Ave., Hollywood, CA. Attualmente in questa proprietà ha trovato sede un grande shopping center, nonché i laboratori della DeLuxe Full Spectrum Digital & Film.